# Лисаковський Ігор Миколайович
Лисаковський Ігор Миколайович — український і російський кінознавець, доктор філософських наук (1983).
Народився 6 січня 1934 року в Одесі. Закінчив Одеський університет ім. І. Мечникова (1956) та Академію суспільних наук при ЦК КПРС у Москві (1972). Працював у відділі культури ЦК Компартії України. Переїхав до Москви.
Автор книг: «Творческий метод: свойства и отношения» (К., 1978), «Реализм как система» (М., 1982) та ін., де порушувались питання розвитку українського кіно.
Член Спілки кінематографістів Росії.